# Zamek w Trzebnicy
Zamek w Trzebnicy – zamek zbudowany w XIII wieku na miejscu grodu w Trzebnicy.
Zamek był drewniany, bądź częściowo murowany, rozbudowany na początku XIV wieku. W 1432 roku został zniszczony przez husytów, pozostały po nim jedynie ślady murów na grodzisku.